# Municipio de Grant (condado de Cloud)
El municipio de Grant (en inglés: Grant Township) es un municipio ubicado en el condado de Cloud en el estado estadounidense de Kansas. En el año 2010 tenía una población de 350 habitantes y una densidad poblacional de 3,75 personas por km².

## Geografía
El municipio de Grant se encuentra ubicado en las coordenadas 39°36′36″N 97°52′34″O / 39.61000, -97.87611. Según la Oficina del Censo de los Estados Unidos, el municipio tiene una superficie total de 93.23 km², de la cual 91,69 km² corresponden a tierra firme y (1,65 %) 1,54 km² es agua.

## Demografía
Según el censo de 2010, había 350 personas residiendo en el municipio de Grant. La densidad de población era de 3,75 hab./km². De los 350 habitantes, el municipio de Grant estaba compuesto por el 98 % blancos, el 0,57 % eran afroamericanos, el 0,57 % eran amerindios, el 0,29 % eran asiáticos, el 0,29 % eran de otras razas y el 0,29 % eran de una mezcla de razas. Del total de la población el 0,57 % eran hispanos o latinos de cualquier raza.